# Homestake Mining

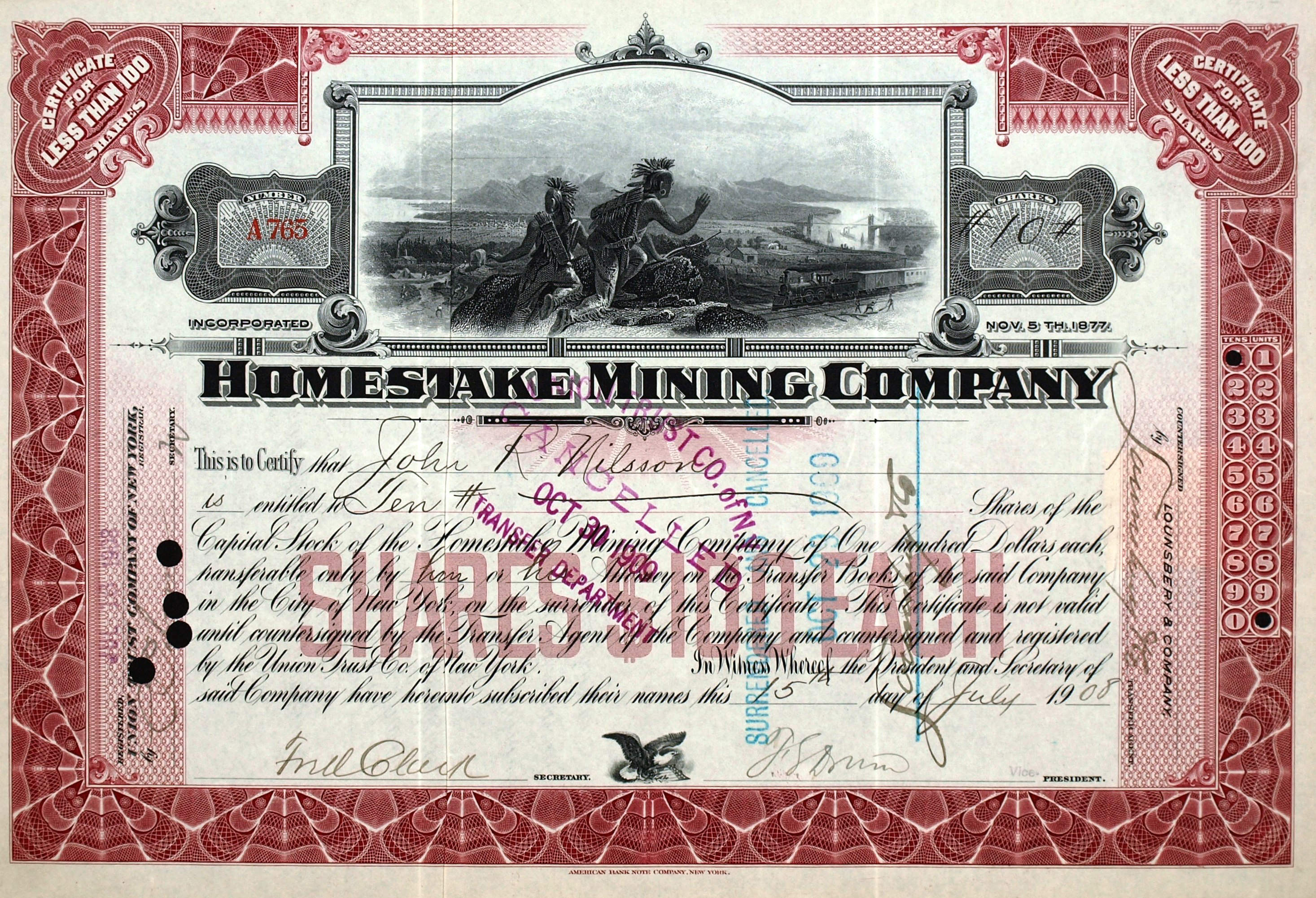
Action de la Homestake Mining Company en date du 15 juillet 1908

Homestake Mining est une société minière américaine située aux États-Unis, dans l'état du Dakota du Sud, au nord-ouest de la ville de Rapid City, filiale à 100 % de Barrick Gold.
La mine d'or de Homestake fut découverte en 1876 dans les Black Hills et eut une longévité importante. L'or et l'argent y ont été exploités jusqu'à la fin du XXe siècle, avec près de 1130 tonnes d'or, ce qui en fait l'un des gisements d'or les plus rentables de l'histoire mondiale. La mine de Homestake est centrée sur la ville de Lead, sur le rebord nord des montagnes Black Hills.
La fondation de la société Homestake Mining Company eut lieu en 1876, trois ans après la découverte du gisement et en 1879 la cotation à la bourse de New-York précède d'un an la création en 1880 de la première banque "National Bank des Black Hills" à Lead pour la mine. L'un des premiers actionnaires fut le futur milliardaire américain George Hearst.
En 1889, l'état du Dakota du Sud fut admis dans l'union et en 1899	un traitement expérimental par cyanuration des déchets miniers permit de les recycler.
Une locomotive à air comprimé Porter, construite en 1923, fut utilisée par la mine d'or.
En 2001 la société a été rachetée par Barrick Gold.